# Walther Köhler

Walther Köhler, 1914

 Walther Köhler (* 27. Dezember 1870 in Elberfeld (heute Wuppertal); † 18. Februar 1946 in Heidelberg) war ein deutscher evangelischer Theologe (Kirchenhistoriker).

## Leben
Köhler studierte ab 1889 Evangelische Theologie und Geschichte an den Universitäten Halle und Heidelberg, wo er 1895 zum Dr. phil. promoviert wurde. Während seines Studiums wurde er 1890 Mitglied der Burschenschaft Allemannia Heidelberg. An der Universität Tübingen erwarb er 1898 den Grad eines Lic. theol. Er wirkte ab 1900 als Privatdozent und ab 1904 als außerordentlicher Professor an der Universität Gießen und ab 1909 als ordentlicher Professor für Kirchengeschichte an der Universität Zürich. Hier wurde er 1926 Ehrenphilister der Carolingia Turicensis im Falkensteinerbund. 1929 kehrte er an die Universität Heidelberg zurück, wo er über seine Emeritierung 1935 noch lehrte. Seit 1930 war er ordentliches Mitglied der Heidelberger Akademie der Wissenschaften. Im Jahr 1940 erhielt er die Goethe-Medaille für Kunst und Wissenschaft.
Köhler war seit 1899 mit Elisabeth von Niethammer, Tochter des Majors Georg von Niethammer, verheiratet.
Köhler gilt als einer der bedeutendsten Reformationshistoriker des 20. Jahrhunderts. Zu seinen Forschungsschwerpunkten gehörte zuerst Martin Luther, später vor allem Huldrych Zwingli und sein Umfeld, dabei auch die frühe Täuferbewegung, die er aus der Zürcher Reformation herauswachsen sah. Er war Mitherausgeber der Werke Zwinglis und Redakteur der Zeitschrift Zwingliana, edierte aber u. a. auch die Briefe von Desiderius Erasmus.

## Schriften (Auswahl)
- Luther und die Kirchengeschichte: nach seinen Schriften, zunächst bis 1521. Junge, Erlangen 1900 (Neudruck Olms, Hildesheim 1990).
- Conrad Ferdinand Meyer als religiöser Charakter. E. Diederichs, Jena 1911.
- Die Geisteswelt Ulrich Zwinglis: Christentum und Antike. Perthes, Gotha 1920.
- Huldrych Zwinglis Bibliothek. Zürich 1921.
- Zwingli und Luther. Ihr Streit über das Abendmahl nach seinen politischen und religiösen Beziehungen. Bd. 1–2 (= Quellen und Forschungen zur Reformationsgeschichte 6, 7). Gütersloh 1924, 1953.
- Zwingli und Bern (= Sammlung gemeinverständlicher Vorträge und Schriften 132). Mohr, Tübingen 1928.
- Das Marburger Religionsgespräch 1529. Versuch einer Rekonstruktion (= Schriften des Vereins für Reformationsgeschichte 148). Leipzig 1929.
- Zürcher Ehegericht und Genfer Konsistorium. Bd. 1–2 (= Quellen und Abhandlungen zur schweizerischen Reformationsgeschichte 7, 10). Leipzig 1932, 1942.
- Luther und das Luthertum in ihrer weltgeschichtlichen Auswirkung. Heinsius, Leipzig 1933.
- Dogmengeschichte als Geschichte des christlichen Selbstbewusstseins. M. Niehan, Zürich und Leipzig 1938; 21943.
- Huldrych Zwingli. Leipzig 1943; 21954; Neudruck 1984.